# Odontobaris
Odontobaris är ett släkte av skalbaggar. Odontobaris ingår i familjen vivlar.
Kladogram enligt Catalogue of Life:
| Odontobaris | \| \| Odontobaris nigrocephala \| \| \| \| \| \| Odontobaris planirostris \| \| \| \| |
|             | \| \| Odontobaris nigrocephala \| \| \| \| \| \| Odontobaris planirostris \| \| \| \| |
|             | Odontobaris nigrocephala                                                              |
|             |                                                                                       |
|             | Odontobaris planirostris                                                              |
|             |                                                                                       |